# Hans Monderman
Hans Monderman (né le 19 novembre 1945 et mort le 7 janvier 2008), est un ingénieur urbaniste néerlandais.

## Biographie
Il est le créateur de la théorie du shared space, à l'origine du concept de route nue. Il propose de responsabiliser les usagers de la route en réduisant la signalisation routière de certains carrefours et de certaines rues.
Hans Monderman a notamment expérimenté la route nue à Drachten, sur une place où transitent plus de 20 000 véhicules par jour. Les conséquences de cet aménagement furent une fluidification du trafic et une diminution du nombre d'accidents.